# Servio Sulpicio Rufo (cónsul 51 a. C.)
Servio Sulpicio Rufo (Latín: Servius Sulpicius Lemonia Rufus), 105 a. C. - 43 a. C., jurista romano del final de la época republicana, amigo y de edad similar de Cicerón,  con quien estudió Retórica, cónsul en el año 51 a. C.. Pertenecía a la tribu rural de los Lemonia.

## Orígenes familiares y formación
Servio Sulpicio Rufo pertenecía a la clase de los patricios, aunque su padre Quinto (Quintus) pertenecía a la Orden ecuestre. Estudió dialéctica y retórica con Cicerón, al que acompañó en su viaje a Rodas en el año 78 a. C., para recibir las clases de Apolonio Molón de Rodas, e inició su carrera como orador en el foro romano. Sabiendo que nunca podría rivalizar con su amigo Cicerón, abandonó la Retórica por el Derecho y la Política. En la jurisprudencia sobrepasó a sus maestros L. Balbo (L. Balbus) y Cayo Aquilio Galo.

## Carrera política
Servio fue sucesivamente cuestor del distrito de Ostia (74 a. C.), edil curul en el año 69 a. C., y pretor en el 65 a. C., donde tuvo la quaestio peculatus. En el año 63 a. C. fue candidato para cónsul romano, pero fue derrotado por Lucio Licinio Murena, a quien posteriormente acusó de soborno, el cual fue defendido por Cicerón, Hortensio y Marco Craso. El 52 a. C. fue interrex y nombró cónsul único a Cneo Pompeyo Magno. 
En el 52 a. C. triunfó en las elecciones para cónsul del año 51 a. C., junto con Marco Claudio Marcelo, ocasión en que Catón fue uno de los candidatos derrotados.
Durante la segunda guerra civil, después de muchas dudas, Sulpicio Rufo unió su suerte a la de Julio César, que le hizo procónsul de Acaya en el 46 a. C.; durante su gobierno su antiguo colega de consulado, Marcelo, fue asesinado en el Pireo, y Servio sepultó sus restos en el gimnasio de la Academia, donde levantó un monumento de mármol en su memoria
Murió en 43 a. C., mientras estaba, junto a Lucio Filipo y Lucio Calpurnio Pisón, en una misión del Senado dirigida a Marco Antonio, que se encontraba en Mutina (Módena). Le fue celebrado un funeral público, y se erigió una estatua a su memoria en los Rostra, los muros de la tribuna de oradores del Foro Romano.

## Matrimonio y descendencia
Estaba casado con una mujer llamada Postumia, con quien tuvo un hijo, también de nombre Servio Sulpicio Rufo, y una hija, la poetisa Sulpicia la Mayor.

## Jurista
Fue un jurista de gran renombre en la época republicana al que Cicerón dedicó numerosas alabanzas, considerándole el primero que elevó la jurisprudencia a la categoría de ciencia, siendo citado profusamente en la época clásica por Gayo entre otros, aunque en su época la gran figura del derecho fue Quinto Mucio Escévola (hijo de Publio) al que se oponía la escuela jurídica de Sulpicio Rufo. Sulpicio creó a su alrededor la Escuela Serviniana, que superó a la de Quinto Mucio. Esta Escuela hacía hincapié en la asistencia de oyentes y auditores (auditores Servii) a las respuestas dadas por el jurista.
Tuvo varios discípulos entre los que podemos mencionar a Aufidio Manusa y a Pacuvio Labeón, padre de Marco Antistio Labeón, de la clase ecuestre y amigo de Julio César, que comentó edictos en una obra más extensa que la de su maestro. De todos sus discípulos destaca, como indica Vicente Arangio-Ruiz, Alfeno Varo, en cuya obra Digesta, pueden hallarse refundidas y sistemáticamente ordenadas un número ingente de respuestas y decisiones escolásticas (quizás en gran parte del propio Servio) de las que se conservan amplios fragmentos en el Digesto y en el Corpus Iuris Civilis de Justiniano.

## Obra
Se le atribuyen unos ciento ochenta libros jurídicos, pero solo se conocen los títulos de cuatro, como las Críticas a Quinto Mucio Escévola, Reprehensa Scaevoliae capita. Extractos directos no se le conocen, solo referencias secundarias en las obras de Cicerón y Quintiliano. 
Dos excelentes ejemplos del estilo de Servio Sulpicio Rufo se conservan en las cartas de Cicerón. El más famoso de ellos es una carta de pésame escrita por Rufo después de la muerte de Tulia, la hija de Cicerón. Es un pésame que la posteridad ha admirado, lleno de reflexión sutil y melancólica sobre la transitoriedad de todas las cosas. Lord Byron citó esta carta en su obra Las peregrinaciones de Childe Harold.
Quintiliano habla de tres discursos (oratio) de Sulpicio Rufo como todavía en uso habitual por los estudiantes de Retórica, 150 años después de su muerte. Algunos de ellos fueron el discurso contra Murena y el discurso pro o contra Aufidium, de los cuales nada ha quedado en nuestros días. También se dice que fue un escritor de poemas eróticos. Las características principales de su estilo literario eran la lucidez, un conocimiento íntimo de los principios del derecho civil y natural, y de un poder sin precedentes de expresión en los desarrollos jurídicos.